# 韓國學中央研究院
韓國學中央研究院是大韩民国教育部下辖的教育机构，专责深入研究韩国学和韩国文化。它成立于1978年6月30日，原称韓國精神文化研究院。该学院致力于解释和分析韩国传统文化，界定学者的韩国学学术成就和培养学者。